# خداف (صرواح)

تعديل مصدري - تعديل

خداف هي إحدى قرى عزلة صرواح بمديرية صرواح التابعة لمحافظة مأرب، بلغ تعداد سكانها 587 نسمة حسب تعداد اليمن لعام 2004.